# 백일헌 영당
백일헌영당은 대한민국 충청남도 논산시 상월면에 있는 문화재이다. 1996년 12월 30일 논산시의 향토문화유산 제26호로 지정되었다.

## 개요
백일헌 영당은 조선시대 무관 이삼(李森)장군의 영정을 모신 영당이다